# Patiya Upazila
Patiya Upazila är ett underdistrikt i Bangladesh. Det ligger i den sydöstra delen av landet, 230 km sydost om huvudstaden Dhaka.
I omgivningarna runt Patiya Upazila växer huvudsakligen savannskog. Runt Patiya Upazila är det mycket tätbefolkat, med 1 819 invånare per kvadratkilometer.